# 李光弼

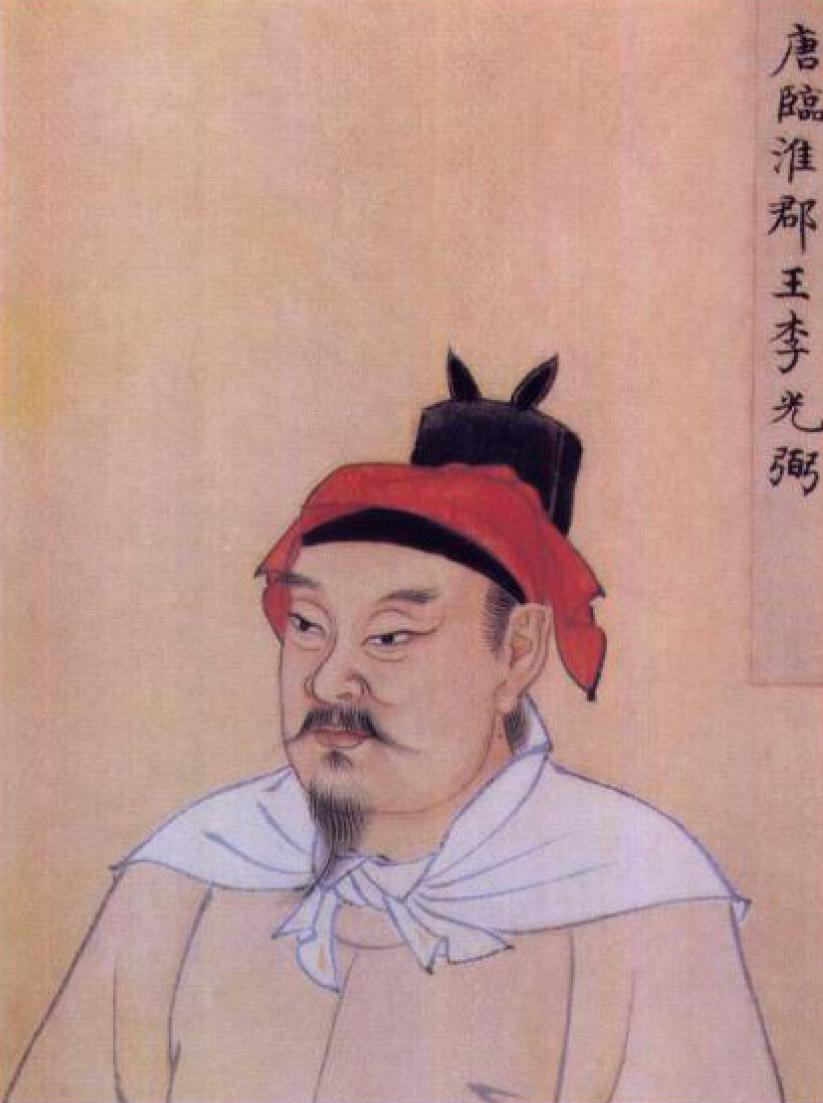
李光弼の肖像

李 光弼（り こうひつ、景龍2年（708年） - 広徳2年7月14日（764年8月15日））は、唐代の部将。契丹族出身。安史の乱の鎮圧に多大な貢献をし、郭子儀と「李郭」と並び賞賛された。

## 生涯
李光弼は営州の柳城の出身である。唐の中宗年間、景龍2年（708年）に生まれた。父の李楷洛は契丹の出身で、玄宗の開元年間の活躍から営州都督となって忠烈と諡された。母は契丹の出身の李楷固の娘。李光弼は厳毅で大略があり、『漢書』を読み、騎射をよくしたという。子に李義忠、李象、李彙、孫に李黯。西遼の李世昌はその後裔と称した。

### 安史の乱
天宝14載（755年）冬、范陽節度使の安禄山が反乱を起こし、洛陽に南進した。玄宗は安禄山の従兄の安思順を長安に呼び戻し、代わりに郭子儀を朔方節度使とした。玄宗がさらに河東節度使を誰に任せるべきか問うと、郭子儀は李光弼を推薦した。天宝15載（756年）春、李光弼は河東節度使になり、郭子儀と共に朔方の東の安禄山の領土を攻撃した。李光弼はすぐに常山を陥れた。史思明が反撃すると郭子儀と合流して追い払い、安禄山が燕の皇帝に即位した洛陽と范陽との通信を断ち切った。安禄山は洛陽から駆けつけることを考慮した。この時、崔乾祐に率いられた燕軍が哥舒翰が守る潼関に向かっていた。哥舒翰、李光弼、郭子儀はこれを攻撃せずに守りたがったが、宰相の楊国忠（楊貴妃の従兄）は郭子儀が自分の地位を狙うことを恐れて玄宗に崔乾祐を攻撃するよう勧めた。哥舒翰は崔乾祐に敗れて潼関ごと捕らえられた。崔乾祐が長安に進むと、玄宗は長安を捨てて成都に避難した。太子の粛宗は 霊武に避難して即位した。李光弼と郭子儀は燕軍の長安占拠を知らずに太行山に退却した。後に粛宗が2人を霊武に招いた。粛宗は李光弼を同中書門下平章事として兵5千で太原に向かわせた。李光弼が太原に至ると、些細な事から適当な理由を付けて部将の崔衆を処刑したことから恐れられた。
至徳2載（757年）春、史思明は粛宗が長安奪回のため李光弼の兵力の大半が霊武に留められていたことに付け込み、衆10万で太原を包囲した。しかし李光弼は度々史思明の攻撃を跳ね返した。やがて、安慶緒が安禄山を殺し、史思明が范陽に呼び戻され、太原には蔡希徳が任じられた。李光弼は蔡希徳を大破し、蔡希徳は敗走した。この功績から李光弼は魏公（後に趙公に改られる）となった。758年初、粛宗が長安を奪回すると、司空とした。
唐は回鶻（ウイグル）の協力を得て洛陽を奪回し、安慶緒は鄴城に奔走したが、燕軍の大半が唐に投降したため、その支配は鄴城周辺に限られたものとなった。史思明も投降したが、李光弼は再び反乱することを恐れて粛宗に烏承恩に暗殺させることを説得した。史思明はこれに気づき、烏承恩を殺して粛宗に李光弼を殺すことを説得した。粛宗が黙殺すると、史思明は再び造反した。乾元元年（758年）秋、李光弼は粛宗と会見し、侍中を加えられた。この頃、李光弼、郭子儀、魯炅、李奐、許叔冀、季広琛、崔光遠、王思礼等の部将が安慶緒討伐のため鄴城で合流した。李光弼はこの時総攻撃を提案したが、総監を任せられた宦官の魚朝恩に却下された。包囲された安慶緒が救援を求めたため、史思明は范陽から南進し、乾元2年（759年）春に唐軍と戦ったが、混戦となり、李光弼と王思礼のみが兵をまとめて退却することができた。秋、魚朝恩が郭子儀に敗戦の責任を問うと、粛宗は朔方の軍権を李光弼に委ねた。その厳しい軍律に耐えかねた張用済は李光弼を排除して郭子儀を復活させるようとしていたが、李光弼は張用済を捕らえて処刑した。この頃には李光弼は名誉職の李係の下で実質的な唐の軍権を握っていた。

#### 史思明の即位
史思明が安慶緒を殺して燕の皇帝となり、洛陽へと南進した。李光弼は洛陽から河陽に避難させたので史思明は簡単に洛陽に入ったが、河陽を抑えられて李光弼の反撃を度々受けたため長安へ進めなかった。乾元3年（760年）春、粛宗は李光弼を中書令と太尉とした。上元2年（761年）春、魚朝恩と僕固懐恩が朔方の軍権を握ると、洛陽の奪回に乗り出した。李光弼は反対したが粛宗に命じられて衛伯玉と共に洛陽を攻撃した。しかし両者は作戦の不一致により揉め、その隙に燕軍に攻撃された、唐軍は皆敗走した。李光弼が河陽に留めた李抱玉も去ったため、河陽は燕軍の手に入った。しかし燕では史思明が子の史朝義に殺されたため進撃もここで止んだ。李光弼は位を下げることを求め、一時的に開府儀同三司と河中節度使となったが、再び復任された。また、史朝義の南進を備えるために臨淮に鎮した。李光弼は燕軍の宋州の包囲を解き、燕軍を阻んだ。田神功、尚衡、殷仲卿等の燕に対して無対処だった唐の部将も、李光弼を恐れて討伐に乗り出した。李光弼は臨淮王となり、徐州に鎮した。また、台州周辺の袁晁の反乱を鎮圧した。
宝応元年（762年）冬、代宗が粛宗の後を継ぎ、唐軍は洛陽を史朝義から奪回を計画した。李光弼は洛陽に向かい、回鶻や僕固懐恩は東で郭英乂と李抱玉と合流して史朝義を洛陽から敗走させた。史朝義は宝応2年（763年）春に自殺し、安史の乱は終焉した。

### 鎮圧後
安史の乱が鎮圧されると、李光弼は魚朝恩と程元振ら宦官に冤罪をかけられることを恐れ、代宗のいる長安に帰還しなかった。程元振が部将の来瑱に自殺を命じたことから恐れ、広徳元年（763年）秋に吐蕃が長安を攻撃した時でさえ救援しなかった。代宗は李光弼の親族を優遇することで機嫌取りをしたが、李光弼は応じなかった。764年夏、代宗に洛陽を任せられても徐州を出なかった。李光弼は名声を得ていたが、勅命を何度も無視したため評判が下がり人望を失った。広徳2年（764年）7月、56歳で病死。武穆と諡された。